# Maxime Méderel
Maxime Méderel (nascido em 19 de setembro de 1980 em Limoges) é um ex -ciclista de estrada francês, que competiu profissionalmente entre 2008 e 2015 pelas equipes Crédit Agricole, BigMat-Auber 93, Sojasun e Team Europcar . Além disso, competiu pelas equipes amadoras Panorimo 23 La Creuse En Limousin, UC Châteauroux-Fenioux e UV Limousine. Ele é atualmente o gerente da equipe do Pôle Espoirs de Guéret.
Méderel juntou-se Team Europcar na temporada de 2014, depois de sua equipe anterior – Sojasun - extinta no final da temporada de 2013.

## Palmarés
- 2005
  - Paris-Mantes-en-Yvelines

- 2011
  - 1 etapa do Tour de Bretanha

## Resultados em Grandes Voltas
Durante a sua carreira desportiva conseguiu os seguintes postos nas Grandes Voltas:
| Corrida | Corrida         | 2005 | 2006 | 2007 | 2008 | 2009 | 2010 | 2011 | 2012 | 2013 | 2014 | 2015 |
| ------- | --------------- | ---- | ---- | ---- | ---- | ---- | ---- | ---- | ---- | ---- | ---- | ---- |
|         | Giro d'Italia   | —    | —    | —    | —    | —    | —    | —    | —    | —    | Ab.  | —    |
|         | Tour de France  | —    | —    | —    | —    | —    | —    | —    | —    | 52.º | —    | —    |
|         | Volta a Espanha | —    | —    | —    | —    | —    | —    | —    | —    | —    | 35.º | —    |

—: não participa
Ab.: abandono

## Equipas
- Auber 93 (2005-2007)
- Crédit Agricole (2008)
- Auber 93 (2009-2011)
- Auber 93 (2009)
- BigMat-Auber 93 (2010-2011)
- Sojasun (2012-2013)
- Saur-Sojasun (2012)
- Sojasun (2013)
- Team Europcar (2014-2015)